# Акрамов, Эркен Хашимович
Эркен Хашимович Акрамов (8 мая 1940, Фрунзе — 17 декабря 2022, Бишкек) — киргизский и российский спортивный тренер. Мастер спорта СССР по велосипедному спорту, главный тренер сборной Кыргызстана по велоспорту, заслуженный деятель культуры Кыргызской Республики, заслуженный тренер Кыргызской Республики.

## Достижения
Эркен Акрамов был тренером и наставником многократного чемпиона Азии и участника Олимпийских игр Евгения Ваккера, а также подготовил 20 мастеров спорта СССР и 9 мастеров спорта международного класса. Он был младшим братом известного хирурга Эрнста Акрамова.

## Биография
Эркен Хашимович родился во Фрунзе. В детстве он занимался гимнастикой вместе с братом Эрнстом, который стал мастером спорта, а Эркен достиг второго разряда. Позже его сосед по улице предложил попробовать себя в велоспорте. Эркен воспринял совет серьезно и записался к тренеру Ивану Михайловичу Запольскому на городской стадион. Тренировки были интенсивными: утренняя зарядка, общая физическая подготовка, вечерние тренировки на стадионе, овладение техникой езды и изучение технической части. Они тренировались на трассе, преодолевая дистанции от 25 до 90 км.
В 1957 году тренер убедил Эркена переключиться на велокроссы. Он тренировался по тропинкам Карагачевой рощи, и его мастерство росло. В 1959 году Акрамов был включен в сборную Киргизской ССР для участия в летней Спартакиаде народов СССР 1959, где занял 38-е место. На следующей Спартакиаде он финишировал 26-м в круговой гонке на 150 км среди 150—180 участников. Эти результаты привлекли внимание тренеров, и Эркен вошел в сборную команду кыргызстанских железнодорожников «Локомотив».
В 1962 году, будучи молодым, начал тренерскую карьеру, продолжая участвовать в соревнованиях. Позже он поступил в Государственный центральный ордена Ленина институт физической культуры, а затем перевелся в аналогичный вуз в Алма-Ате. После окончания вуза в 1966 году он стал преподавателем в Киргизском государственном институте физической культуры (КГИФК), где проработал два с половиной года на кафедре лыжного и велосипедного спорта и туризма. В 1967 году он начал тренерскую работу в «Локомотиве», тренируя девушек до 1976 года.
В 1974 году его направили работать в спортивный интернат имени Крупской, где он проработал до 1994 года, одновременно числясь вторым тренером по велоспорту в ЦОПе (Центре олимпийской подготовки). Его воспитанники, такие как Евгений Ваккер, Энвер Белеков, первый мастер спорта и член сборной СССР по велоспорту из числа киргизов, Мамбеталиев, Талай Аманбаев, Ганеев, Бондин, Ковтун, братья Дядечкины и другие, добивались высоких результатов на соревнованиях.
После распада СССР, несмотря на трудности с финансированием и оборудованием, продолжал работать тренером в ЦОПе до 2018 года, оставаясь главным тренером по велосипедному спорту. В 2010—2018 годах он также занимал пост президента Федерации велоспорта Кыргызской Республики.
Его сын Эрвин, живет в Италии, воспитывает 3 сыновей, занимает должность генерального секретаря федерации велоспорта КР.